# Zesbergenprijs Harelbeke
Le Zesbergenprijs Harelbeke, (Prix des six montagnes en flamand), est une ancienne course cycliste belge, disputée de 1957 à 2004 à Harelbeke en région flamande dans la province de Flandre-Occidentale.

## Palmarès
| Année | Vainqueur               | Deuxième                 | Troisième                |
| ----- | ----------------------- | ------------------------ | ------------------------ |
| 1957  | Oswald Declercq         | J. Desmet                | C. Van Paemel            |
| 1958  | Frans De Mulder         | Marcel Blavier           | G. Dejonghe              |
| 1959  | Pas organisé            | Pas organisé             | Pas organisé             |
| 1960  | Willy Vanden Berghen    | Henri Baeyens            | Gilbert Lingier          |
| 1961  | Jos Wouters             | Gilbert Lingier          | Roland Aper              |
| 1962  | Louis Baudewijns        | Bernard Van De Kerckhove | Guido Reybrouck          |
| 1963  | Jozef Timmerman         | André Planckaert         | Hubert Criel             |
| 1964  | Georges Smissaert       | Willy Van Neste          | Jean Monteyne            |
| 1965  | Maurice Desutter        | Bernard Delannoy         | Willy Planckaert         |
| 1966  | Jean-Marie Sohier       | Eric Tommelein           | André Swaenepoel         |
| 1967  | Willy Maes              | Fernand Hermie           | Leo Duyndam              |
| 1968  | André Dierickx          | Noël Vantyghem           | Pol Mahieu               |
| 1969  | Eric Raes               | Jean-Pierre Monseré      | Etienne Antheunis (nl)   |
| 1970  | Willy Tanghe            | Eddy Voet                | Ronny Van Marcke         |
| 1971  | Ferdinand Peersman      | Roger Verschaeve         | Daniel Moenaert          |
| 1972  | Roger De Beukelaer (nl) | Jackie De Clerck         | Daniel Moenaert          |
| 1973  | Rino Vandromme          | Toine van den Bunder     | Karl-Dietrich Diers (de) |
| 1974  | Luc De Keyser           | Marc Renier              | Michael Milde (de)       |
| 1975  | Jean-Luc Vandenbroucke  | Michael Milde (de)       | Eddy Vanhaerens          |
| 1976  | Walter Schoonjans       | Patrick Verstraete       | Vern Hanaray (en)        |
| 1977  | Walter Schoonjans       | Filip Tanghe             | Bernard Huyghe           |
| 1978  | Dirk Gilbert            | Patrick Pevenage (nl)    | Daniel Joseph            |
| 1979  | Daniel Joseph           | Pieter Verhaeghe         | Gino Ligneel             |
| 1980  | Eddy Planckaert         | Patrick Versluys         | Dirk Demol               |
| 1981  | Gino Ligneel            | Paul Haghedooren         | Eddy Malfait             |
| 1982  | Patrick Cocquyt         | Ad T.                    | Jean-Marc Vandenberghe   |
| 1983  | Jean-Marc Vandenberghe  | John Dekeukelaere        | Eric Vermeire            |
| 1984  | Gino Ligneel            | Werner Wieme             | Jack van der Horst       |
| 1985  | Marc Manders            | Walter Van den Branden   | Rinus Ansems             |
| 1986  | Patrick Verplancke      | Kurt Van Keirsbulck (nl) | André Cools              |
| 1987  | Johan Museeuw           | Kurt Vindevogel          | Nico van de Klundert     |
| 1988  | Frank Francken          | Jan Mattheus             | Johnny Dauwe             |
| 1989  | Alain Van Den Bossche   | Mario Kummer             | Olaf Ludwig              |
| 1990  | Wilfried Nelissen       | Wim Van Calster          | Jan Van Donink           |
| 1991  | Daniël Van Steenbergen  | Danny Daelman            | David Windels            |
| 1992  | Hans De Meester         | Sébastien Van den Abeele | Marc Patry               |
| 1993  | Frank Vandenbroucke     | Hendrik Van Dijck        | Carl Roes                |
| 1994  | Hendrik Van Dijck       | Danny In 't Ven          | Steve Fretin             |
| 1995  | Ronny Van Asten         | Mario Aerts              | Koos Moerenhout          |
| 1996  | Steven Van Aken         | Danny Dierckx            | Geert Omloop             |
| 1997  | Kristof Trouvé          | Nico Strynckx            | Ronny Van Asten          |
| 1998  | Geert Verheyen          | Eric Torfs               | Jurgen Van Roosbroeck    |
| 1999  | Tom Serlet              | Nico Strynckx            | Björn Leukemans          |
| 2000  | Thierry De Groote (nl)  | Jarno Vanfrachem         | Ronald Mutsaars          |
| 2001  | Stijn Devolder          | Andrey Kashechkin        | Jurgen Van Goolen        |
| 2002  | Gert Steegmans          | Kevin De Weert           | Sean Sullivan            |
| 2003  | Niels Scheuneman        | Sébastien Rosseler       | Pieter Mertens           |
| 2004  | Kevyn Ista              | Benjamin Vanherzeele     | Wouter Weylandt          |